# Разные люди (гурт)
«Разные люди» («Різні люди») — український та російський рок-гурт. Лідером-вокалістом гурту і автором більшості пісень є Олександр Чернецький. Гурт утворився у Харкові в 1980-ті роки як «ГПД» (абревіатура розшифровувалась як «Група продовженого дня», або як «Міський психдиспансер», зі слів Чернецького відомо, що існували такі пояснення, як «Гнилий стан справ», «Господи, допоможи дебілам», а також таллінська газета перед фестивалем 1988 року придумала абсолютно абсурдне — «Гласність. Перебудова. Демократія»). У 1989 році гурт перейменовано на «Різні люди». У 1999 році Олександр Чернецький переїхав до Санкт-Петербурга, де гурт був відтворений в новому складі.
У петербурзькому втіленні «Різні люди» — це своєрідна «супергрупа». До сучасного складу входять Вадим Курильов (екс-«ДДТ», Електричні партизани), Павло Борисов (екс-«ДДТ», Електричні партизани), Михайло Нефьодов (екс-«Аліса», Електричні партизани). Сергій Чиграков («Чиж») був учасником групи в 1989—1993 роках, потім співпрацював з групою під час запису альбомів. До попередніх складів входили Борис Шавейников («АукцЫон»), Наїль Кадиров (екс-«Зоопарк», екс-«Трилисник»), Юрій Ніколаєв (екс-«Трилисник», екс-«Акваріум»), Олександр Гордєєв (екс-«Король і Шут»), Андрій Васильєв (екс-«ДДТ»), Максим Зорін (екс-Електричні партизани).

## Історія

### «ГПД»
У 1980 році в Харкові утворилася студентська група «Хронос» у складі Олег Клименко (нар. 23 червня 1962; гітара, вокал), Володимир Кирилін (ударні) і Євген Обривченко (клавішні). Група брала участь у різних проєктах з іншими харківськими музикантами, а восени 1981 року виступила на фестивалі АзІСІ-81 в Баку. У січні 1987 року до групи приєднався Павло Михайленко (бас-гітара, вокал), що грав до цього в групах «Міст» і «Шок», і колектив став працювати під назвою «Група Продовженого Дня», виконуючи переважно матеріал Михайленка.
Коли влітку 1987 року до «ГПД» приєднався Олександр Чернецький, Павло помітив, що Олександр «набагато яскравіше» його самого, проте в групі не з'явилося ні розколів, ні творчої ревнощів.
У березні 1988 року на 3-му Горьківському рок-фестивалі група знайомиться з однойменною колективом «ГПД» з Дзержинська, в якому грав Сергій Чиграков.
У травні 1988 року «ГПД» виступає на фестивалі Київського рок-клубу РОК-707.
10 червня 1988 року виступом харківської «ГПД» завершується VI Ленінградський рок-фестиваль, а два тижні потому 26 червня група здійснила фурор на талліннському фестивалі «Концерти російського року», де отримала приз глядацьких симпатій та офіційне друге місце після «Чайф».

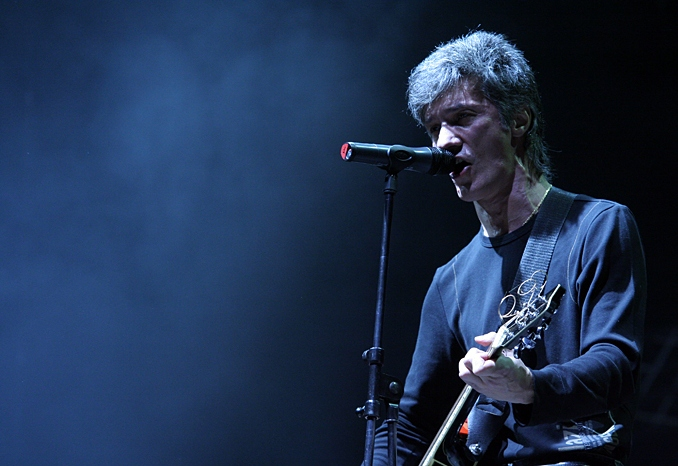
Олександр Чернецький

### «Різні люди»
У 1989 групу «ГПД» залишають ударник і клавішник. До оновленого складу входять Олексій Сечкін (ударні) і запрошений з Дзержинська Сергій Чиграков (вокал/бек-вокал і безліч інструментів: гітара, акордеон, клавішні, рояль, губна гармоніка, бас-гітара, мандоліна, перкусія). Тоді ж назва гурту змінюється на «Різні Люди».
Група «Різні люди» відвідує Москву, де записує свій дебютний альбом, названий «Дезертири любові».
У 1989 році склад групи був таким: Олександр Чернецький — вокал, акустична гітара; Сергій Чиграков — вокал, муз. інструменти; Павло Михайленко — бас, вокал; Олег Клименко — гітара, вокал; Олексій Сечкін — барабани, вокал.
Дебютувавши у вересні 1989 року на пітерському фестивалі журналу «Аврора», який гурт привіз її тодішній директор Юрій Сакаєв, «Різні люди» викликали сенсацію. Чернецький і Чиграков ніби змагалися у творі хітів. Група грала злагоджено і потужно.
В юнацтві Олександр Чернецький професійно займався футболом, де отримав важку травму спини, яка переросла у хворобу Бехтерева. Рок-н-рол Олександр кинути не міг. Дуже скоро з'явилися ускладнення. За короткий термін Чернецький став інвалідом, але здаватися не став. Борючись з болем, він продовжував виступати з групою, виходячи на сцену на милицях, писав нові пісні. Незабаром грати концерти Чернецький не міг фізично. Хвороба Бехтерева прикувала його до ліжка. Тимчасово місце вокаліста та автора пісень гурту «Різні люди» посів Сергій Чиграков.
У 1990 році з допомогою друзів Чернецький записав «Мазохізм», назва якого говорить сама за себе. Для цього до будинку Олександра підігнали пересувну звукозаписну студію «Останкіно». Чернецький співав і грав, не встаючи з ліжка.
В кінці 1990 року відомі групи пітерського та харківського рок-клубів провели ряд концертів в підтримку Олександра Чернецького. Зібрані гроші пішли на проведення операції у кращій ортопедичній клініці Петербурга.
У 1991 році Олександру стало краще. Пересувався він як і раніше важко, але вже готувався виступати з групою. В цей період було два вокалісти: Олександр Чернецький та Сергій Чиграков. Записані альбоми «Біт» і «Бугі-Харків» (у другому Чернецький участі не брав).
У травні 1992 року Олександр повернувся на сцену, але баланс сил був порушений: публіка, яка звикла до пісень Чигракова, вже не так сприймала пісні Чернецького. В Києві створюється альбом, який назвали «1992».
25 грудня 1993 року група дає концерт у Москві в клубі «Бункер», де виконуються хіти, як Чернецького, так і Чигракова.
У 1994 році Чиграков переїжджає до Санкт-Петербурга, а Чернецький залишається зі своєю групою на батьківщині. Що цікаво, ніяких змін у складі за період хвороби Чернецького не сталося. «Різні люди» активно приступили до роботи. Але незабаром після Чігракова колектив покинув Сечкін. У цьому ж році за одну ніч записується «Насрати!» у Москві. Організатором запису став Олексій Марков. Замість Сєчкіна на ударних сидів Лев Худошин (екс-ансамблі Юрія Богатикова, Олександра Малініна, згодом — група «Дочка Монро і Кеннеді»).
У 1996 році до групи приєднуються: Костянтин Шумайлов — клавішні; Сергій Навєтний — перкусія та Олександр Бровко — губна гармоніка. Повертається Олексій Сечкін. На студії «ДДТ» записується альбом «Не було».
У 1999 році Олег Клименко і Павло Михайленко залишають групу. Харківське життя «Різних людей» підходить до свого завершення.

### Петербурзький період
В кінці 1999 року Чернецький, який не мав в Харкові ніяких коштів, на запрошення друзів переїжджає до Петербурга. З цього моменту почався другий етап життя Різних людей. Чиграков допомагає Чернецькому в музичній діяльності, підіграє на гітарі на концертах і в студії. Він також до групи нових музикантів: барабанщика Бориса Шавейникова («Аукцыон»), гітариста Андрія Васильєва (екс-«ДДТ») і басиста Наїля Кадирова (екс-«Зоопарк»). Олександр Гордєєв (директор групи «Король і Шут») підіграє «Різним людям» на губній гармошці.
У травні 2000 року «Різні люди» виступають на концерті пам'яті Майка Науменка. Записується альбом «Comeback», що вийшов під шапкою «Чернецький & Чиж». У тому ж році перевидається частина архіву «ГПД» і деякі альбоми «Різних людей».
У 2001 році «Різні люди» брали участь у щорічному літньому рок-фестивалі «Вікна відкрий» на стадіоні ім. Кірова, гастролювали по країні, ближньому зарубіжжю, виїжджали до США та Ізраїлю. Якщо концерти «Аукцыону» збігалися з концертами «Різних людей», Шавейникова підміняв Володимир Нестриженко («Red Poppies», «С. О. К.», пізніше «…и друг мой грузовик»)
Влітку 2002 року група «Різні люди» з допомогою Чігракова працює над записом платівки «Ѕирегбизоны» (Субмарина, Ѕирегбизоны тощо). Звукорежисером був Юрій Морозов, який працював на Петербурзькій студії грамзапису. З його смертю в 2005 році знизилася і якість студійного звучання.
У червні 2003 року Гордєєв відкриває клуб «Старий будинок», який став одним з найпопулярніших в Пітері концертних майданчиків. У грудні там пройшла презентація альбому групи «911» (виданий фірмою «Аіб Рекордз»), а місяцем раніше — триб'ют Борису Гребенщикову «Небо/Земля», де «Різні люди» виконали свою версію пісні «Німе кіно».
5 листопада 2004 року «Різні люди» відзначили своє п'ятнадцятиріччя.
Навесні 2005 року пішов Гордєєв, який звільнився з «Короля і Шута», закрив клуб і переїхав до Москви. У тому ж році «Різні люди» і «Чиж & Co» записали альбом «44».
У січні 2006 року місце Шавейникова зайняв Юрій Ніколаєв, який одночасно грав у групі «Sweet Little 60s».
Пізніше групу полишає басист Наїль Кадиров, його місце займає Вадим Курильов (екс-«ДДТ», «Електричні партизани»), а місце за ударною установкою займає Михайло Нефьодов (екс-«Аліса»).
У 2008 році вийшов альбом «Дороги». Олександр Чернецький зізнавався, що нові пісні у нього пишуться не так часто, як раніше. Спочатку він хотів записати тільки новий матеріал, не звертаючись до спадщини харківських часів. Вийшло в результаті по-іншому. Чернецький тільки яскравіше, точніше, висловив те, про що співає вже років двадцять. Самі пісні стали сприйматися більш ясно, тому що вони не перевантажені рваними синкопованими рифами і надмірно «ульотними» гітарними запилами, вони прямолінійні і найчастіше сховані за загальним інструментальним шквалом. Такий підхід у великій мірі йшов від Вадима Курильова, що прийшов до групи. Він у студії не обмежився грою на бас-гітарі, а записав і багато гітарних партій, а також зіграв на клавішних і блок-флейті. Серед вдалих треків «Дороги», «Рік», «Пісня дорослої людини», «15 ножових», «Суничні поляни», «Моїй дівчинці 10 років».
З весни по осінь 2010 року, у зв'язку із хворобою Вадима Курильова, тимчасово став басистом Максим Зорін.
8 червня 2012 року в санкт-петербурзькому клубі «Money Honey» і 27 липня в московському «Mezzo Forte» група виконала пісні з нового альбому, запис якого почалася 1 листопада.
На весну 2013 року був призначений реліз ювілейного зібрання з 10 CD mp3 «Олександр Чернецький. Чорний ворон, я не твій! (1982—2012)». Акція була продовжена до 1 жовтня.
Після 16 листопада 2012 року, відігравши останній раз в «Mezzo Forte», групу у зв'язку з від'їздом на нове місце проживання, до Ізраїлю, покинув гітарист Андрій Васильєв. Пісня «Тут Андрій Васильєв» була записана на петербурзькій студії «Віртуози Всесвіту» (звукорежисер — Сергій Васильєв) у 2009 році до його ювілею Вадимом Курильовим.
Альбом «Чернець», названий за пропозицією Курильова, був презентований групою 26 квітня 2013 року в «Mezzo Forte» у Москві. До твору увійшли нові пісні, написані з 1 березня по 1 вересня 2012 року, за винятком «Країни», що виконувалася на концертах з 2008 року. Чернецький навмисно відмовився від включення до альбому старих, але маловідомих пісень. На його думку, вони абсолютно з іншої епохи, і тому не годяться для цієї платівки. Запис було зроблено на студії «Аннастасия». Звукорежисером виступив Олександр Карнишов, як і на попередньому альбомі «Дороги». У створенні, крім Олександра Чернецького, автора пісень, брали участь: Вадим Курильов, що зіграв не тільки на басу, але й на гітарах, органолі та гармоніці, гітарист Андрій «Худий» Васильєв, встиг записати свої партії до імміграції в Ізраїль, Сергій «Чиж» Чиграков — гітара, клавіші, барабанщик Михайло Нефьодов, саксофоніст Михайло «Дядя Міша» Чернов, трубач Іван «Дядя Ваня» Васильєв і тромбоніст Антон Вишняков з «ДДТ».
10 жовтня 2013 року було оголошено, що почалася підготовка антології «Різні люди», «ГПД», «Рок-фанат», «Карбонарії» 1982—2013 на 101 CD. Зібрання буде видаватися поступово протягом півтора року і складе три томи: «Студія», «Електрика» та «Акустика». Випускаючий лейбл — «Відділення Вихід». I тому планувалося випустити на початку грудня 2013 року. Однак видання з'явилося у квітні 2014 року. Це 21 CD зі студійними альбомами, включаючи 6 раніше не видавалися, двох буклетів по 40 і 44 сторінки і коробки. Тираж обмежений — 500 примірників.
9 листопада 2013 року група виступила на Майдані Незалежності в рамках концерту, присвяченого 70-річчю визволення Києва від нацистської Німеччини.
25-річчя колективу в 2014 році відзначалося концертами за участю двох складів: харківський — Павло Михайленко (бас), Олег Клименко (гітара), Олексій Сечкін (ударні), Олександр Чернецький (вокал);
пітерський — Олександр Чернецький (вокал), Вадим Курильов (гітара), Андрій Васильєв (гітара), Павло Борисов (бас), Михайло Нефьодов (ударні). У петербурзькому клубі «Зал Очікування» 9 квітня 2014 року спеціальними гостями на святі були Юрій Шевчук, групи «Ангел Неба» та «Злива».
Запланований концерт 19 вересня 2014 року, в ККЗ «Україна», в Харкові, був скасований у зв'язку з можливістю провокацій «Правого сектора» і перенесено на 2015 рік. З цієї причини, виступ «Різних людей» пройшов 21 вересня в Центрі Молодіжних Ініціатив (колишній БК «Будівельник») у Бєлгороді. Концерт тривав без антракту більше трьох годин. У першій частині грала група «Шок» (Паша Павлов, м. Харків). Головний виступ відбувся 16 листопада 2014 року в клубі «16 Тонн», в Москві. У першому відділенні грав петербурзький склад, у другому — харківський, між ними співав Віталій Кацабашвілі.
Другий том видання антології групи складається з 20 подвійних діджіпаків (40 CD) і буклету. До нього увійшли концертні записи, радіо і телеефіри, інтерв'ю груп «ГПД» і «Різні люди» за період з 1987 по 2014 роки. Видавець також Відділення «Вихід».
На початку 2017 року був зареєстрований благодійний фонд «Різні Люди — Рок-музиканти допомагають дітям», організований Ігорем Ойстрахом та Олександром Чернецьким. За участю відомих російських виконавців пройшли спільні концерти в Москві та Санкт-Петербурзі.

## Склад
На 2017 рік складу групи наступний:
- Олександр Чернецький — вокал, гітара;
- Вадим Курильов — гітара, бек-вокал;
- Павло Борисов — бас-гітара;
- Михайло Нефьодов — ударні.
- Ігор Ойстрах — губна гармоніка

## Дискографія
Студійні альбоми
- 1989 — Дезертири любові
- 1990 — Мазохізм
- 1991 — Біт
- 1992 — 1992
- 1994 — Насрати!
- 1996 — Не було
- 2002 — Ѕирегбизоны
- 2003 — 911
- 2004 — Акустика
- 2008 — Дороги
- 2013 — Чернець

Концертні альбоми
- 1993 — Live 1993 (концертний запис, Москва)
- 1997 — Жива колекція (концерт на телебаченні, організований продюсерською фірмою «Медіастар Продакшн» і студією «МиксМедиа» спільно зі «Студією Союз» за замовленням ВГТРК)
- 2001 — Comeback in America
- 2012 — Різні люди в Америці (The Last Day Saloon, San Francisco, 03 Feb 2001)[21]
- 2012 — Різні люди і Чиж & Co — Один день разом
- 2018 — Різні люди і Чиж & Co — Чернецькому — 50!

Збірники
- 2001 — Flashback
- 2003 — Зоряна серія
- 2004 — Різні пісні
- 2006 — Неизданное

Антології
- 2004 — Антологія 1987—1997
- 2007 — Антологія 2000—2006
- 2014 — Чорний ворон, я не твій! Том I. Студія
- 2015 — Чорний ворон, я не твій! Том II. Електрика

Трибьюти та спільні альбоми
- 1991 — Бугі-Харків
- 1993 — Тихий парад (Сибір Рекордс, 1 пісня)[22]
- 1998 — Жива колекція. 20 живих хітів
- 2000 — Comeback
- 2001 — Цивільна оборона. Триб'ют. Частина 1
- 2001 — Наші в місті. Тому I
- 2002 — Ти запроси мене на анашу. Музика покинутих дворів та під'їздів (додаток до журналу FUZZ)
- 2003 — Крила. Фестиваль російського року
- 2003 — Українська рок-н-рол 1985—2003 (додаток до журналу Салон AV і АвтоЗвук)
- 2003 — Триб'ют Бориса Гребенщикова. Небо і земля. Частина 1. Небо
- 2004 — Рок огляд
- 2004 — Рок-н-рол наші вітрила надуває
- 2005 — Андрій Петров XXI століття. Коктейль для композитора
- 2005 — Без мене не зупиняться годинник (пам'яті засновника фестивалю Rock-Line Олега Новосьолова)
- 2005 — Живий Маяковський
- 2005 — Наївні пісні. A Tribute To Наїв
- 2005 — Старі легенди (додаток до журналу АвтоЗвук)
- 2005 — 44 («Чиж & Co» і «Різні люди»)
- 2006 — Блюз FM. Сльози душі
- 2006 — З PUNK'та А в PUNK'т Б (додаток до журналу AudioVideo)
- 2006 — Ми Перемогли. Великій перемозі присвячується
- 2012 — Лимonoff
- 2017 — Останній день. Пам'яті друзів
- 2017 — Рок-музиканти допомагають дітям

## Відеографія

### Відеокліпи
- 1990 — Ворон
- 1990 — Вітчизна
- 2003 — ЅирегБизоны
- 2003 — 911
- 2004 — Ніколи не повернуся
- 2004 — Життя
- 2005 — UZI
- 2006 — Брак
- 2006 — Горілка
- 2010 — Молодий капітан
- 2011 — Пісня дорослої людини
- 2012 — Країна

### DVD та Blu-Ray
Випускаючий лейбл — Різні люди, крім зазначених окремо. Авторинг і монтаж більшості DVD і Blu-ray — Олександр Чернецький.
- 2001 — Жива колекція (Moroz Records, Медіастар)
- 2004 — Запис програми Земля-Повітря. 2002
- 2004 — Запис програми Чистий звук на 5-му каналі. 2004
- 2005 — В одному концерті
- 2006 — Різні Люди / Чернецький Олександр «Акустика в Нью-Йорку. 2005»
- 2006 — Антологія 1987—1997. Видеоприложение
- 2006 — «рух» (кліпи 2003—2006)
- 2007 — Концерт в «Red Club» 12.01.2007
- 2007 — В Америці (концерт в Нью-Йорку)
- 2008 — XX років рок-н-ролу (Різні Люди, АнТроп)
- 2009 — 33 1/3. Концерт з Іваном Васильєвим («Орландина», 15.01.09)
- 2009 — Група Продовженого Дня (ГПД) — VI Ленінградський рок-фестиваль. Зимовий стадіон. 10.06.1988 (Выргород)
- 2009 — Різні Люди / Чернецький та Акімов «Концерт з віолончеллю»
- 2010 — Каліфорнійські Різні Люди
- 2010 — Рок-Фестивалі
- 2010 — Презентація LP «1992» + Програма «А». Благодійний концерт «Допомогу Сашкові Чернецькому»
- 2010 — Презентація альбому «Дороги» (День перший. Vol.2. «Mezzo Forte», 24.10.08)
- 2010 — Презентація альбому «Дороги», «Трамплін» (Москва). День 2-й, 25.10.2008
- 2010 — У програмі «Антропологія» + Презентація альбому «Чернецький & Чиж. Comeback», 23.11.2000
- 2010 — У програмі «Земля — Повітря», 13.12.2002
- 2010 — TV-ефіри. Відеокліпи
- 2010 — У програмі «Чистий звук», Санкт-Петербург
- 2010 — У програмі «В Нью-Йорку з Віктором Топаллером». У програмі «Чужа кухня»
- 2010 — Фестиваль «Червоне на Чорному» (29.05.10, Харків, клуб «Жара»)
- 2011 — У програмі «Народжені в СРСР» (NOCTALЬГИЯ,12.01.11)
- 2011 — Зал Очікування. Санкт-Петербург, 21.01.2011. День Народження Олександра Чернецького і Михайла Нефьодова
- 2011 — «Нашестя — 2011», «Вікна Відкрий! — 2011». Збірник 1991—2011
- 2011 — Презентація LP «1992» ДО/кз «Україна», Харків, 3.09.93
- 2011 — 15-річчя групи — Концерт у золотому складі «Один день разом» Харків, «Апельсин» 29.05.2005
- 2011 — «50+45 Ювілейний концерт» ЦМІ р. Білгород 7.10.2011
- 2011 — Різні Люди — Олександр Чернецький Live in OLIV.E (DVD і Blu-Ray)
- 2011 — Ювілей «Mezzo Forte» 22.01.11. День Народження Олександра Чернецького і Михайла Нефедова (Відділення Вихід, 2012) (DVD і Blu-Ray)
- 2012 — 23 лютого-День Радянської Армії і Військово-Морського Флоту
- 2012 — Різні Люди в Америці (Wetlands, New York City, Jan 28 2001) (Геометрія, 2012)
- 2012 — Фестивалі. Літо 2012
- 2012 — Концерт в пожарці. Москва 19.04.12 Пожежна частина № 50
- 2013 — Клуб «Jazzter» (Харків) 13.10.12
- 2013 — Клуб Da Da (Санкт-Петербург) 13.04.2013
- 2014 — «Різні Люди» — 25 років! Санкт-Петербург, клуб «Зал Очікування», 9 квітня 2014 року (DVD і Blu-Ray)
- 2014 — «Різні Люди» — 25 років! Москва, клуб «Меццо Форте», 11 квітня 2014 року (DVD і Blu-Ray)
- 2015 — «Різні Люди» — 25 років! Ювілейний концерт в платиновому складі. Білгород, ЦМІ, 21.09.2014 (DVD і Blu-Ray)
- 2018 — «Чернецькому — 50! Різні Люди, Чиж & Co, Грудень». Aurora Concert Hall, 17 січня 2016 року (DVD і Blu-Ray)